# Neoplocaederus vayssierei
Neoplocaederus vayssierei là một loài bọ cánh cứng trong họ Cerambycidae.